# 리얼치즈라면
리얼치즈라면은 보들보들 치즈라면의 뒤를 잇는 오뚜기의 치즈라면이다. 영어로는 "Ottogi Real Cheese Ramen"이다.

## 같이 보기
- 오뚜기
- 치즈